# Església negra de Brașov
L'Església Negra (en alemany: Schwarze Kirche; en romanès: Biserica Neagră); és una església a Brașov, una ciutat del sud-est de Transsilvània (Romania). Fou bastida per la comunitat alemanya de la ciutat i avui és el principal monument d'estil gòtic del país, a més d'ésser el lloc de culte més gran i un dels més importants de la regió luterana.

## Història

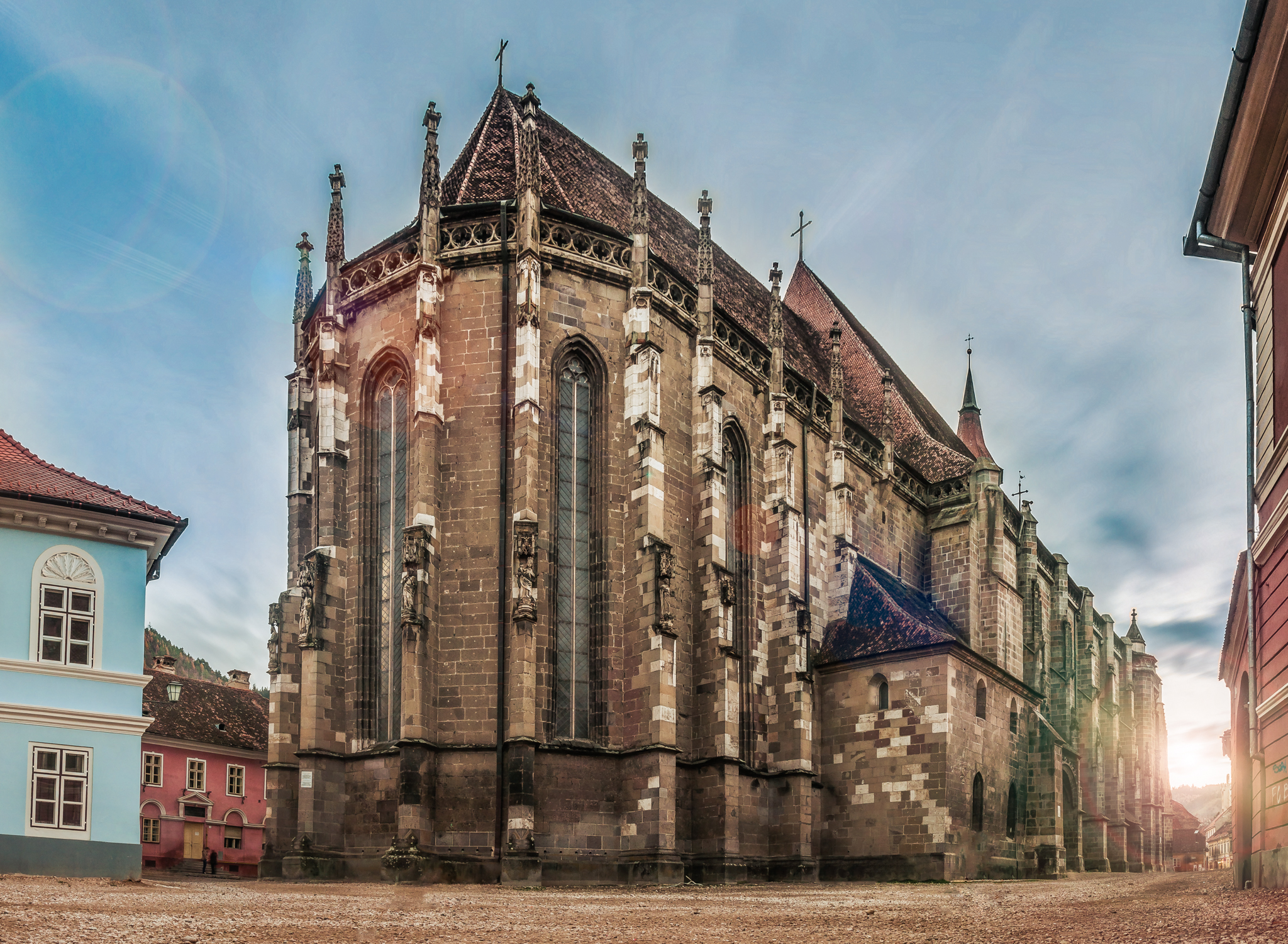
L'Església negra el 2014

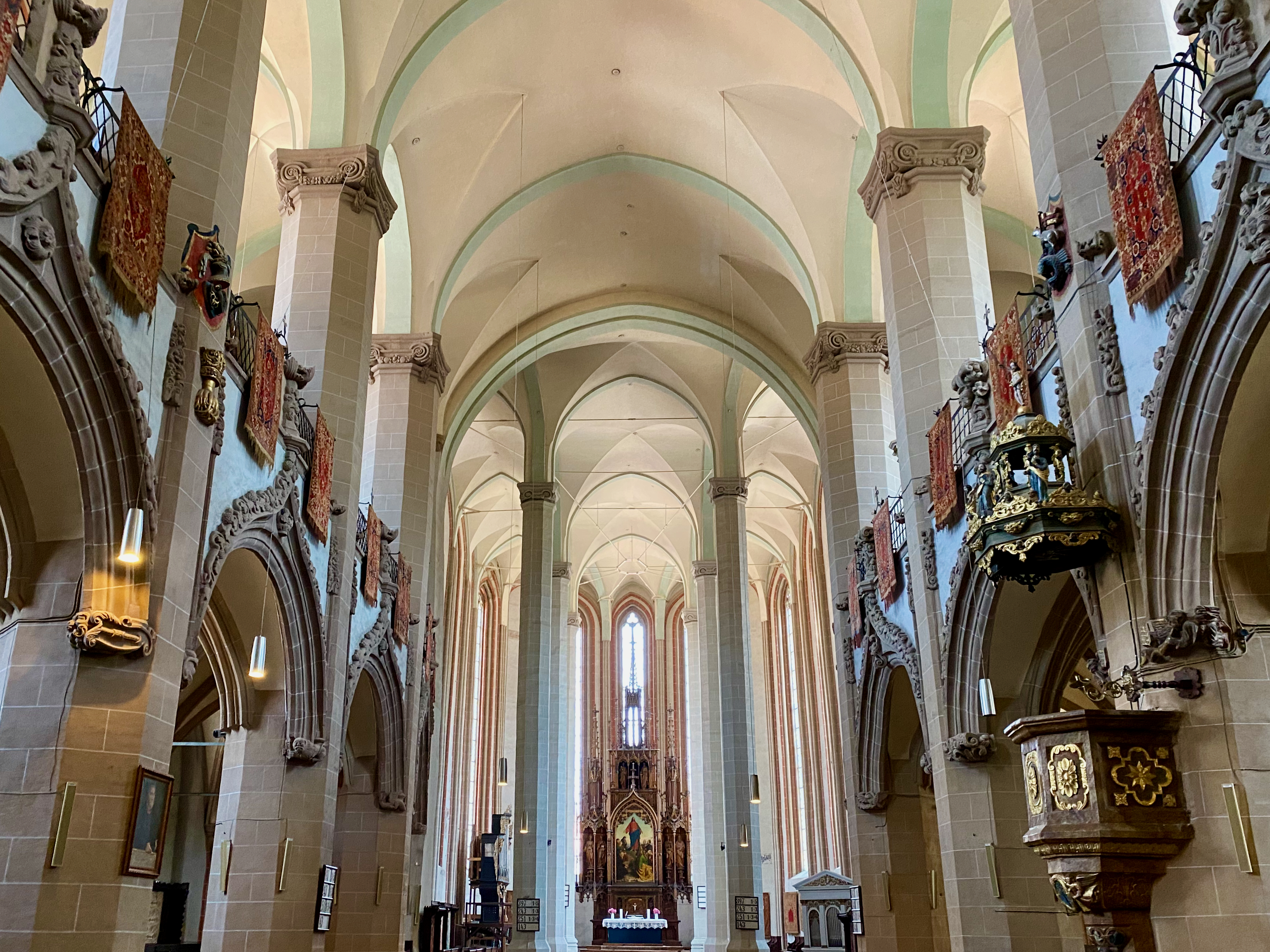
La nau

L'estructura originalment catòlica romana es coneixia com l'església de Santa Maria, en substitució d'un edifici antic utilitzat amb el mateix propòsit. La seva construcció es va iniciar a finals del segle xiv, en una data desconeguda — anàlisi de proves relacionades ha portat diversos investigadors a concloure que els treballs van començar entre el 1383 i el 1385, donant feina a artesans i treballadors búlgars que van procedir a establir la colònia búlgara de Brașov a Șcheii Brașovului. Segons la llegenda popular, un nen alemany molestava els constructors búlgars o els va dir que una de les parets estava inclinada. Un constructor búlgar molest va empènyer el nen daltabaix de la torre de l'església i després va embolicar el seu cadàver a l'església per dissimular el seu crim.

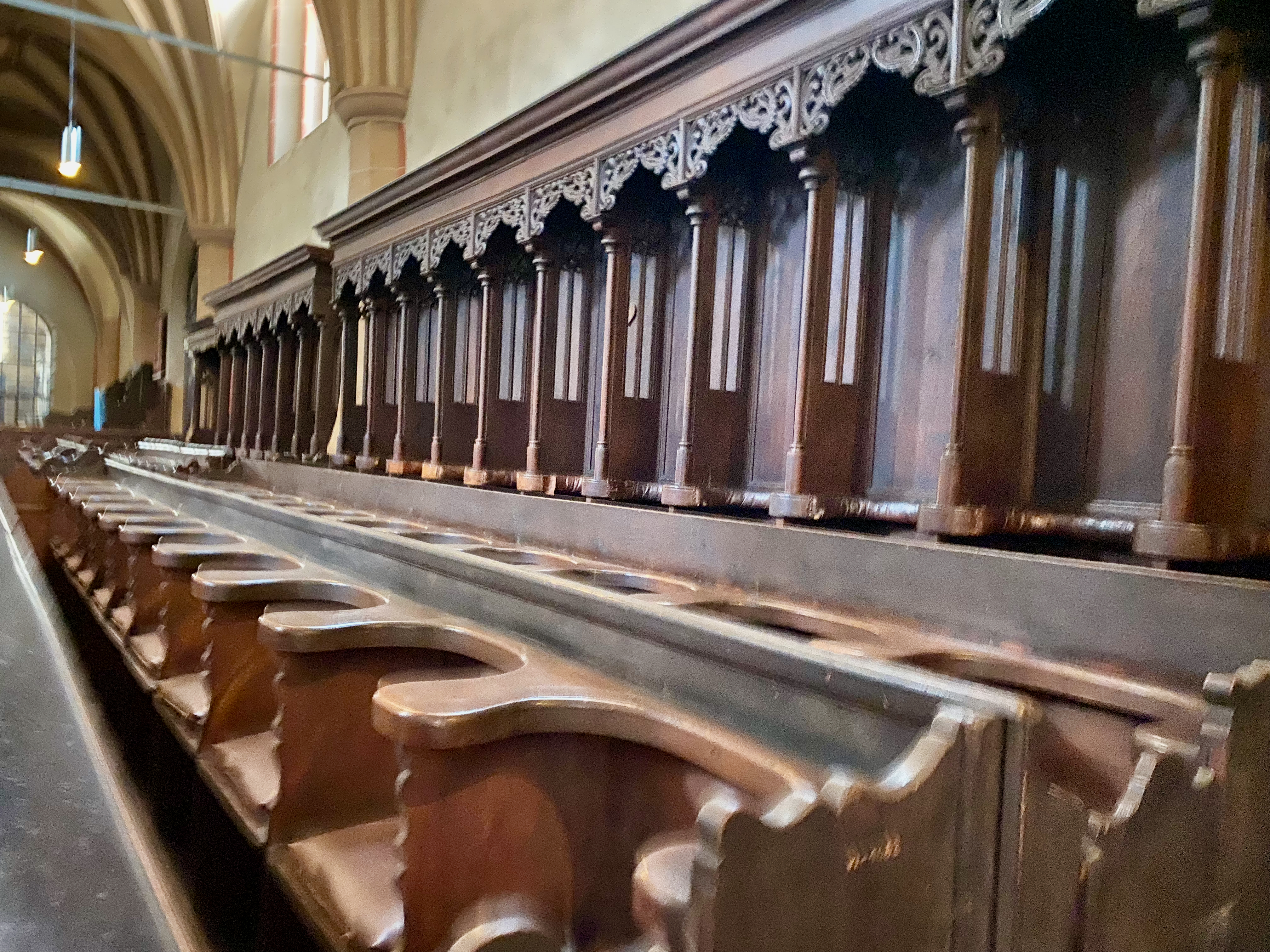
Cadirat del cor

Se sap que, en les seves primeres etapes, l'edifici va rebre el servei d'un sacerdot anomenat Thomas (mort el 1410), la tomba del qual es troba a la zona del cor. Les obres de les fortificacions de la zona circumdant probablement van començar al mateix temps que les obres de l'església, i van acabar amb la finalització de la tercera ciutadella de Brașov.
El seu altar presentava originalment una sola columna, però el seu paper en el suport de tota l'estructura central — segons el model de catedrals alemanyes construït per Hans Stettheimer (una opinió expressada per investigadors com Ernst Kühlbrandt i Antal Hekler), està en disputa. Les naus van trigar més a completar-se i la construcció es va interrompre per diversos intervals: el 1423, el papa Martí V va emetre una indulgència per a les persones implicades en la construcció, com a mitjà per reactivar el lloc; el 1474, un document emès per Sixt IV reconeixia que els treballs encara quedaven endarrerits.

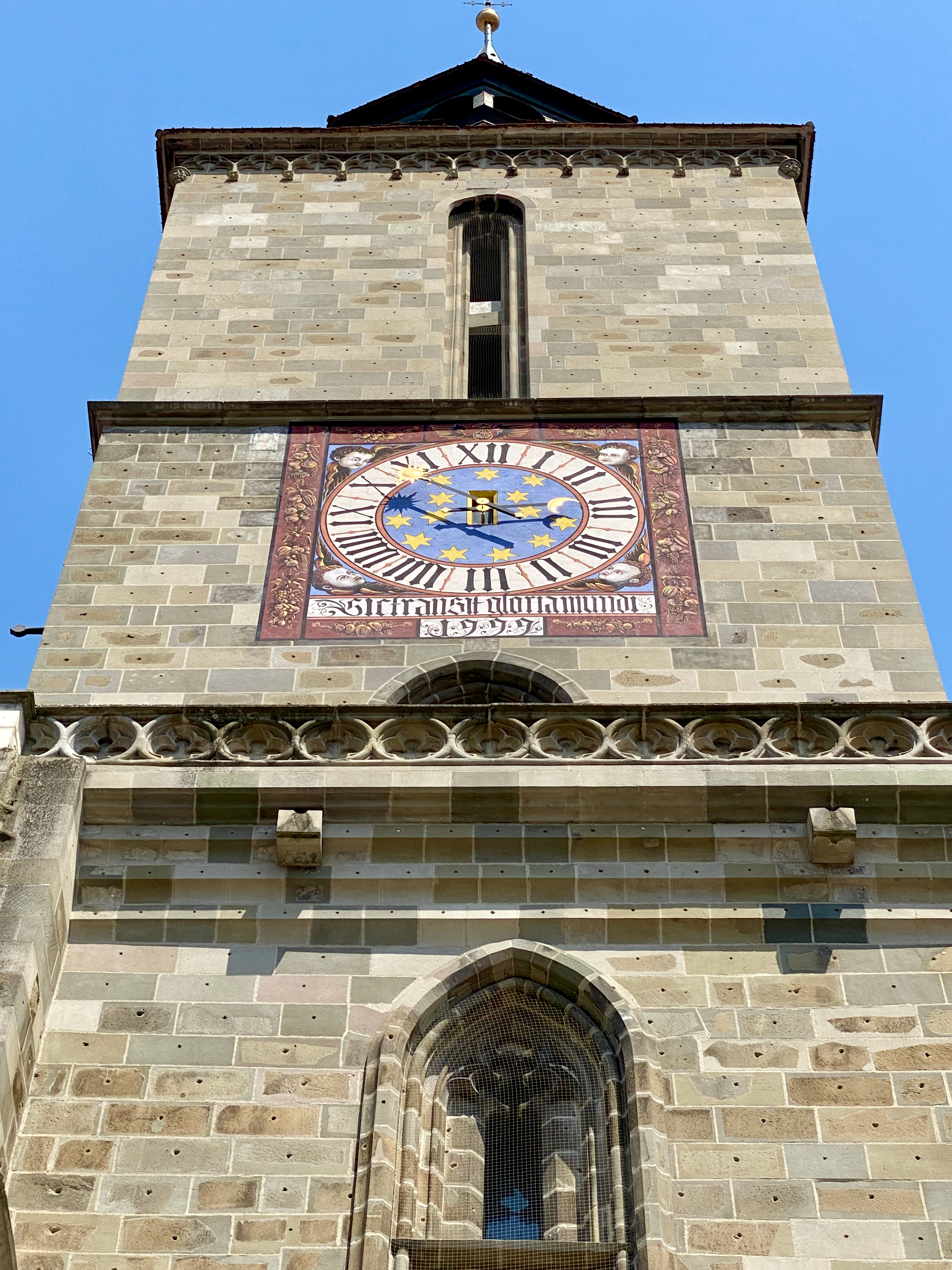
Campanar

Diversos pilars octogonals, redissenyats almenys una vegada durant el procés de construcció, es van acabar probablement cap al 1444. Un d'ells presenta la cresta incrustada del cap militar Joan Hunyadi, que és esmentat entre els benefactors de l'església. El treball més intens es va dur a terme abans i després del 1450, i va consistir a completar el nombre excepcionalment gran de portals, inclosa la "Porta Daurada" del nord i el seu altar adjacent del Sant Sacrifici. El portal oriental, per encàrrec del rei hongarès Matthias Corvinus, es va completar el 1476. La sagristia es va ampliar en algun moment entre 1500 i 1515.

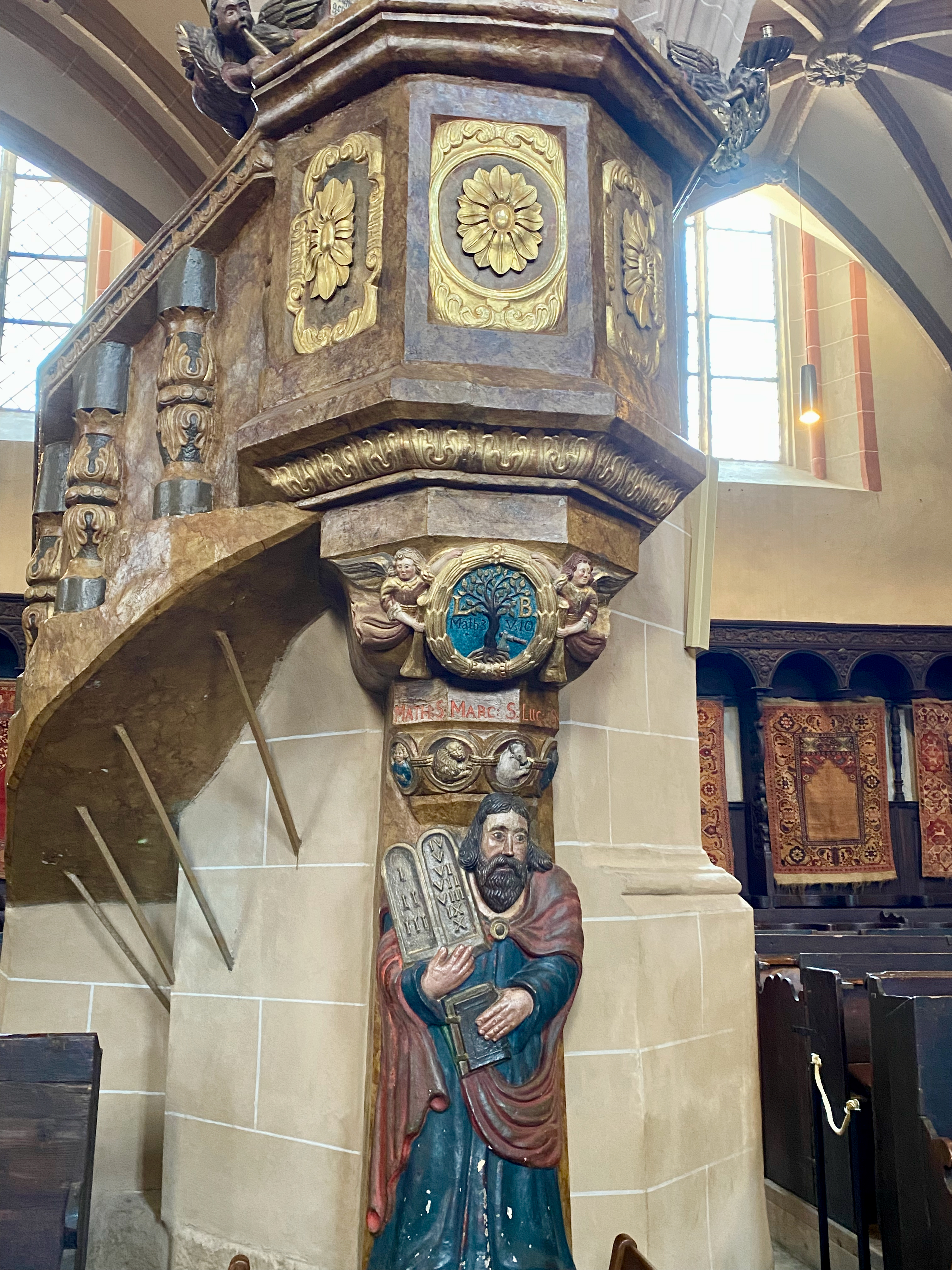
Interior

Acabada durant el segle xv (poc després del 1476), l'església pertany a les etapes finals de l'arquitectura gòtica. El resultat va ser una basílica de tres naus, de la mateixa alçada, que es va preferir durant els segles XV i XVI a les terres alemanyes, on es van originar la majoria dels arquitectes i paletes. Moltes parts de l'edifici mostren similituds amb l'església de Sebeș i l'església de Sant Miquel de Cluj-Napoca, així com amb el Dominikánsky kostol de Košice. El disseny va ser per si mateix una inspiració per a altres edificis religiosos de la regió, i és possible que un picapedrer emprat originalment al lloc treballés posteriorment a l'església de Ghimbav.

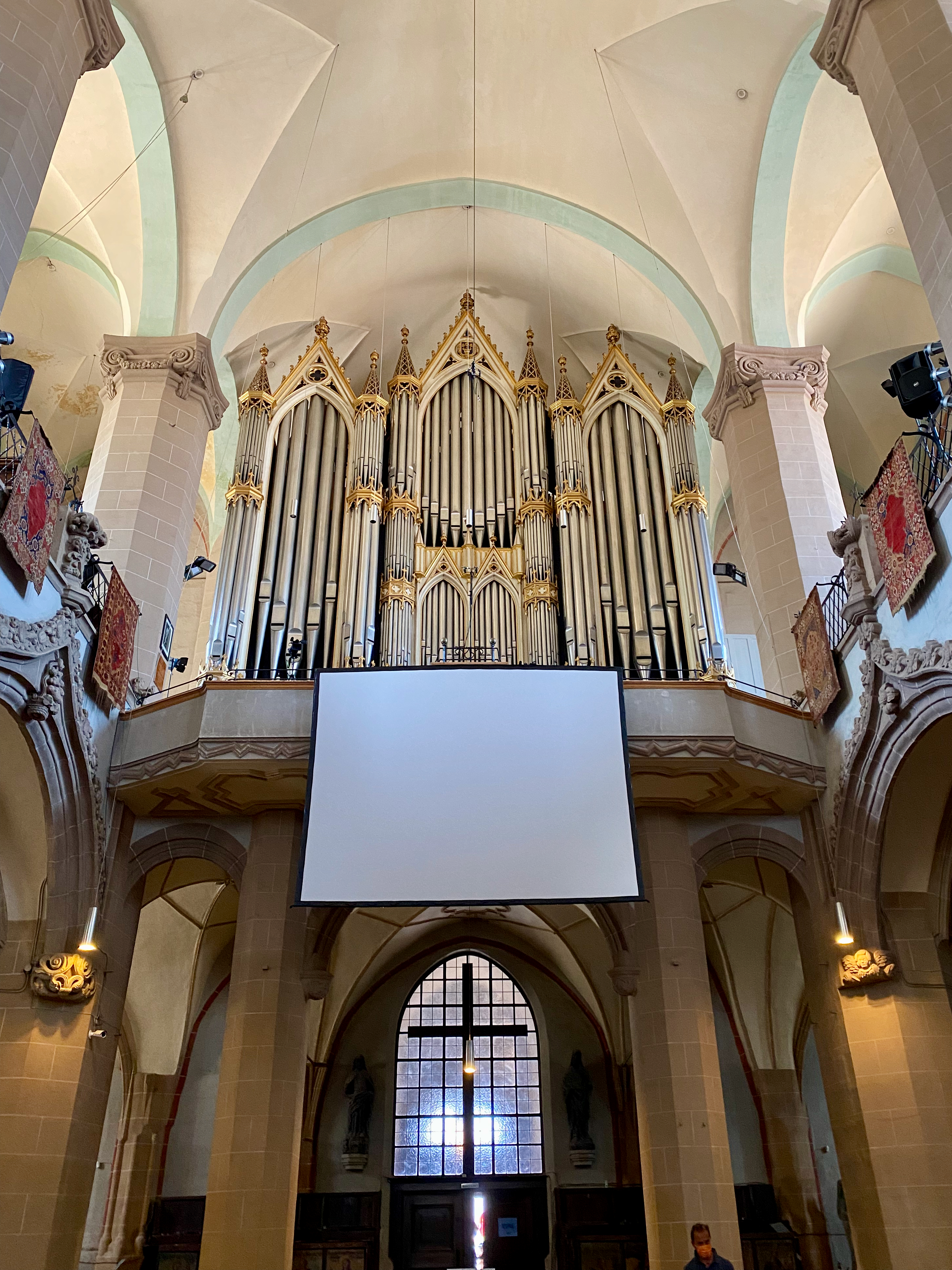
L'orgue

Els serveis catòlics van ser substituïts pels luterans durant la reforma protestant, coincidint amb la influència exercida per Johannes Honter. Posteriorment, Harro Magnussen va erigir una estàtua en record de Honter a un costat de l'edifici. L'estructura va ser parcialment destruïda durant un gran incendi provocat per les forces invasores dels Habsburg el 21 d'abril de 1689 (durant la Gran Guerra de Turquia). Després, es va conèixer com a Església Negra. Una gran part de l'estructura interior es va modificar durant el segle xviii, trencant amb el disseny original.
Després de l'incendi de 1689, la Biserica Neagră va ser reparada amb l'ajut de paletes procedents de Danzig, ja que els artesans locals no havien dominat l'ofici de completar les enormes voltes; aquestes s'haurien de completar en estil barroc.

## Característiques

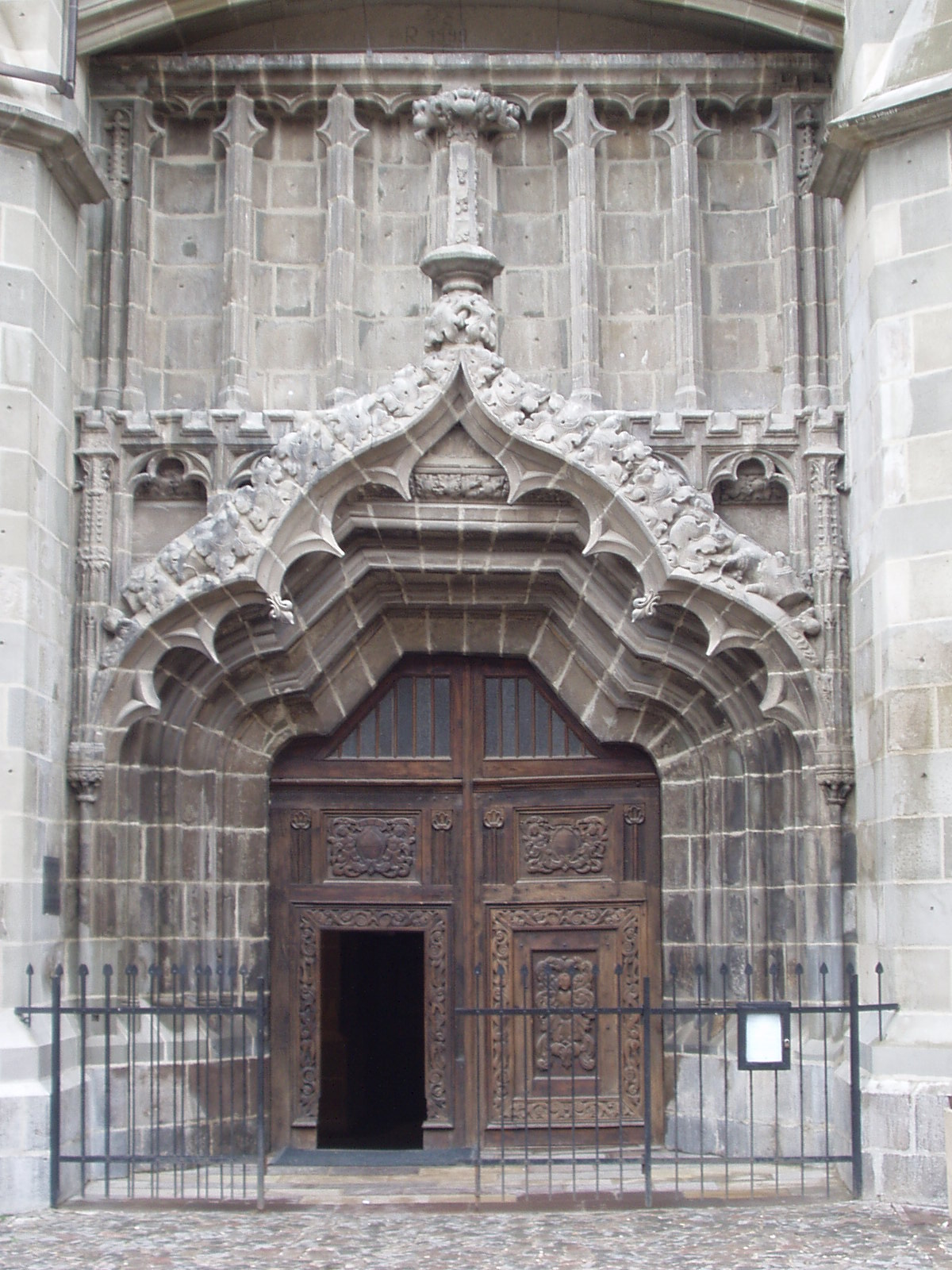
Entrada a l'Església Negra

La Biserica Neagră té 89 metres de longitud i 38 d'amplada. Mesura 65 metres des del nivell del pis fins al punt més alt del seu únic campanar. L'Església Negra té una campana de sis tones, la més gran de Romania, un impressionant orgue de 4.000 tubs construït el 1839 per Carl August Buchholz (1796–1884) que es toca durant els concerts setmanals, a més d'una rica col·lecció de catifes "transsilvanes" donat dels segles XV al XVII pels comerciants saxons de Transsilvània, alguns dels quals s'han utilitzat per decorar parets i terres després de la reforma.

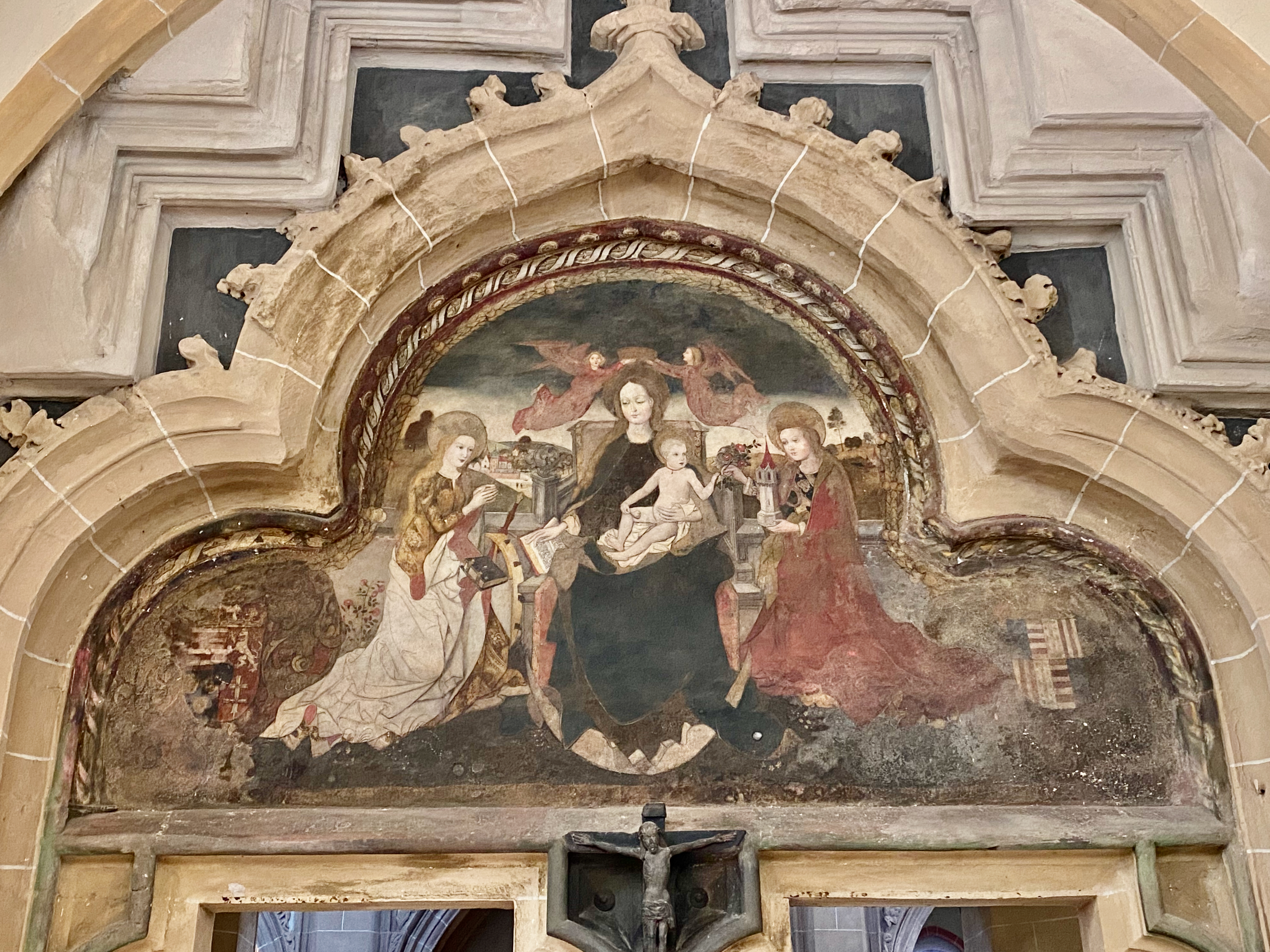
Pintura interior

Gran part de l'estructura exterior es va construir en friable de gra, el que va causar escultures exteriors i elements de paleta a deteriorar-se amb el temps. Les característiques més antigues que es conserven inclouen diverses escultures, arcs, patrons de maçoneria més senzills com trilobis, així com nombrosos portals, mentre que el coronament és imitació gòtica del segle xviii.
L'escultura més antiga sembla ser el bust gairebé completament deteriorat de Joan Baptista, situat a la secció del cor, que reflecteix l'art gòtic bohemi tal com es veu a les obres de Johann i Peter Parler. Es va utilitzar un estil gòtic més extravagant a les escultures exteriors — les que probablement representen el suposat fundador de Biserica Neagră, Tomàs, i el sant patró catòlic de Transsilvània, Nicolau. Altres peces d'aquest estil inclouen la Nativitat, Salvator Mundi, un arcàngel, així com representacions de sants que es creu que són els quatre evangelistes (probablement completats en diverses etapes entre 1430 i 1450). Les escultures medievals més noves, creades després del 1450 i que mostren algunes influències renaixentistes, presenten el baix relleu cap al nord que representa Jesucrist al segon temple de Jerusalem, així com diverses figures a la mateixa façana. L'estàtua de Maria i Jesús presenta l'escut de Brașov a sota i s'alça cap a l'antic edifici alcaldable, ja que és la patrona de la ciutat.
Un mural parcialment destruït, que sembla haver estat completat cap al 1477, es troba a prop del portal sud-est, i presenta les crestes de Matthias Corvinus i la seva dona Beatrice. Mostra la Nativitat, juntament amb representacions de Santa Caterina i Santa Bàrbara. A diferència del mural interior de l'Anunciació, que és del gòtic tardà, la pintura exterior està fortament influenciada pel Renaixement. L'Església Negra també compta amb un ferro fos tabernacle d'estil gòtic, una pica baptismal (acabat en 1472 i donat per un comerciant anomenat Johannes Rewdel), dos grans calzes (ambdós de data al voltant de 1504) i diversos de brocat casulles (creada entre finals 15 i mitjan segle xvi).
La catedral és un símbol important de Brașov i el museu està obert als visitants. Cada diumenge es fa un servei luterà per a la petita comunitat alemanya de la ciutat.